# Ненси Карол
Ненси Карол (енгл. Nancy Carroll; Њујорк, 19. новембар 1903 — Њујорк, 6. август 1965) је била америчка позоришна, филмска и телевизијска глумица. Номинована је за Оскара за најбољу главну глумицу за улогу у филму The Devil's Holiday из 1930. године.